# Маназкертская равнина
Маназкертская равнина (арм. Մանազկերտի դաշտ) — межгорная долина на Армянском нагорье, в верховьях бассейна реки Арацани.

## Этимология
Название равнины происходит от названия города Маназкерта (арм. Մանազկերտ), который в свою очередь восходит к более древнему Маназвакерт (арм. Մանավազակերտ), (рус. Город Манаваза).

## География

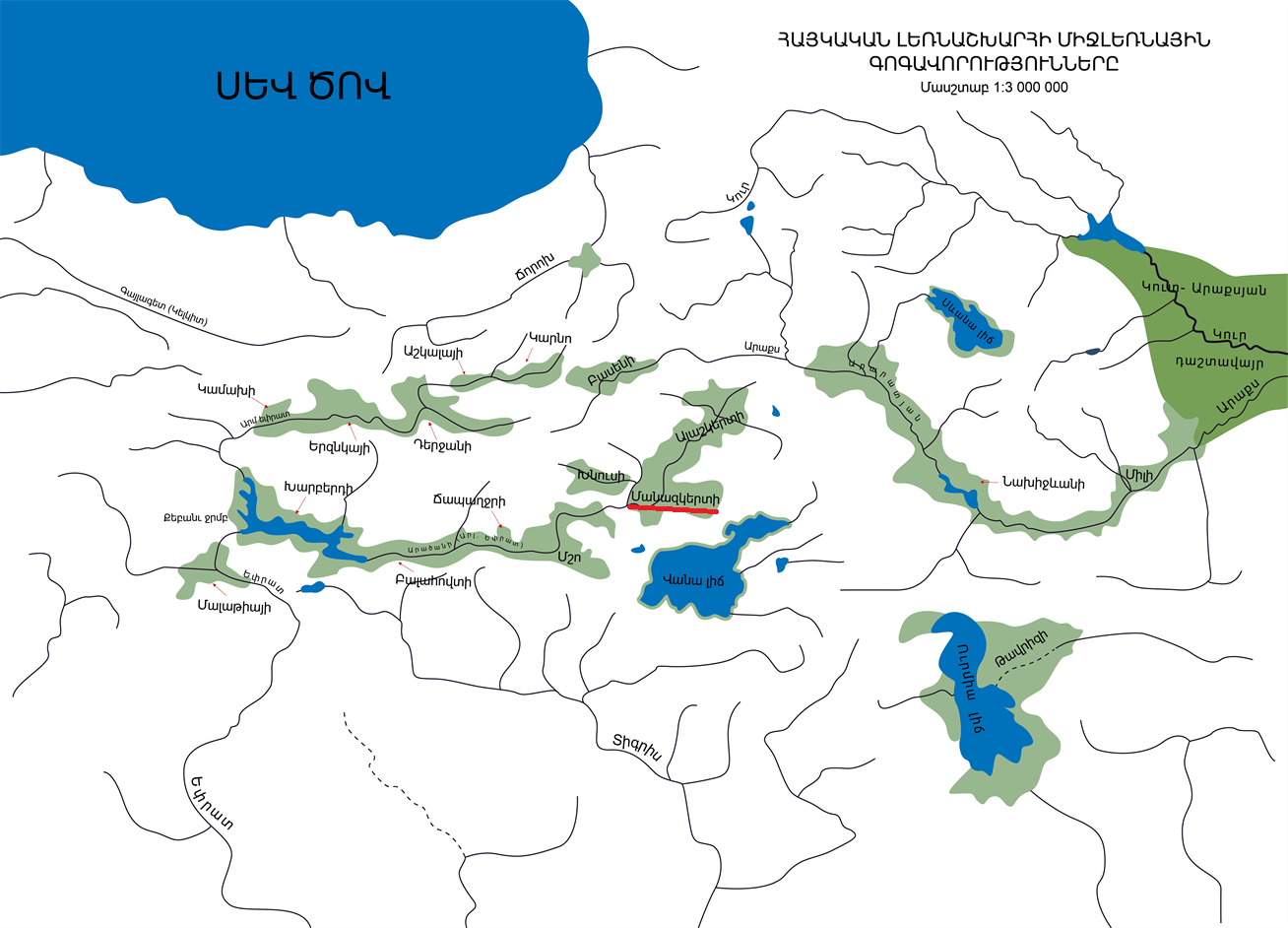
Карта равнин Армянского Нагорья. Маназкертская равнина подчеркнута красным цветом.

Маназкертская равнина совпадает с территорией гаваров Далар, Апахуник, Харк и Кор ашхара Туруберан Великой Армении. Это чашеобразное углубление с плоским дном. Однородность рельефа нарушают вулканические горы Биледжан, Бадноц и Кореван. Он состоит из третичных известняковых и мергелевых образований, постплиоценовых озерных осадочных горизонтальных слоев и аллювиальных отложений. Климат умеренно-континентальный. Средняя температура января от -5 до 6 градусов, июля - 18-20 градусов, годовое количество осадков 400-500 мм. Типичный степной ландшафт с черноземами, темно-коричневыми и богатыми карбонатами скелетными почвами и травянистой растительностью. В долинах рек и предгорных ущельях встречаются разреженные леса с дубовыми и сосновыми рощами, а также зарослями шиповника, можжевельника и цаки. Главная река — Арацани, важнейший приток Евфрата. Маназкертская равнина расположена в бассейне Персидского залива, а также слегка затрагивает бассейн озера Ван. Крупные города - Маназкерт, Коп.

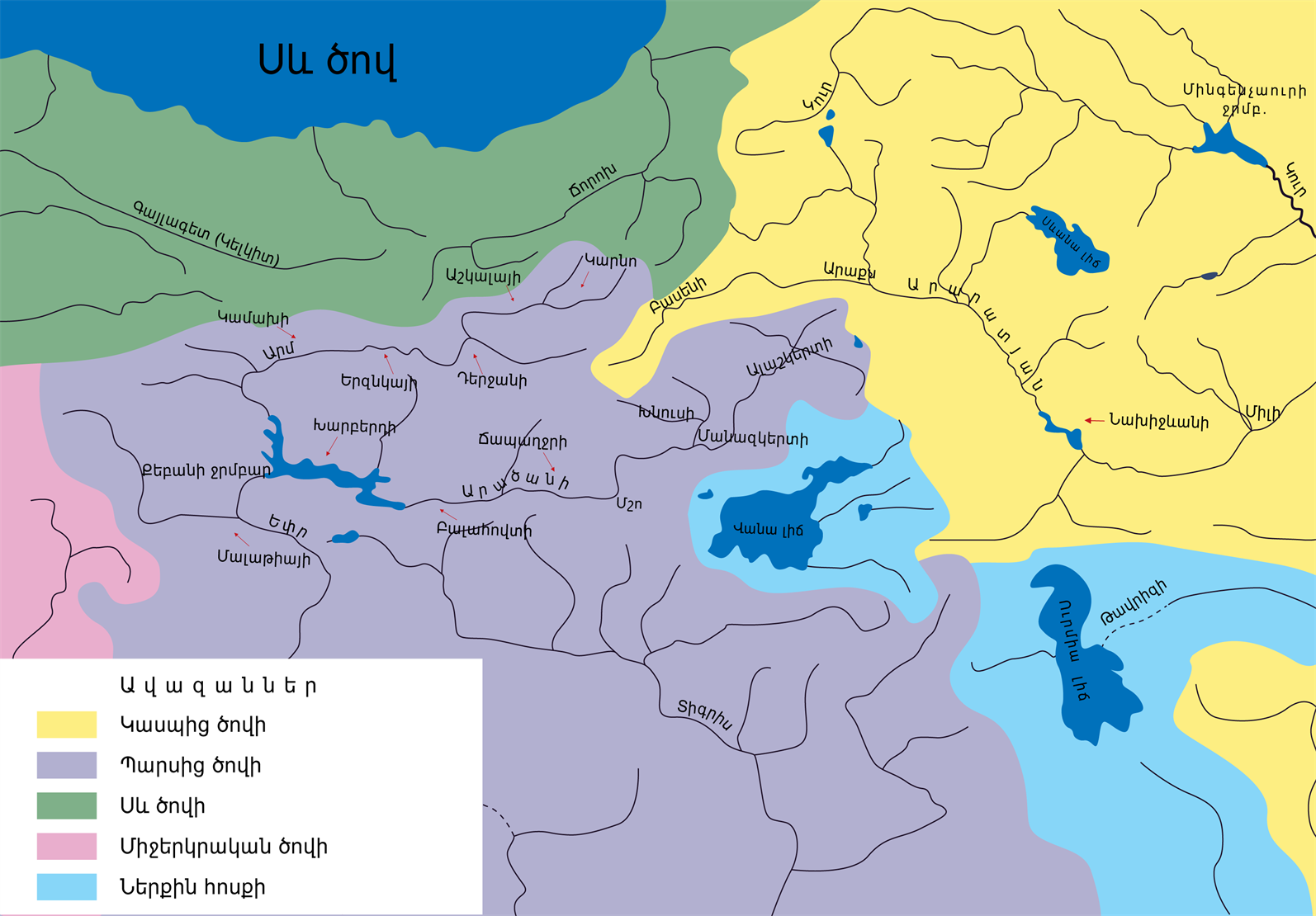
Бассейны Армянского нагорья.

## История

### Прародина всех армян
Согласно историку Мовсесу Хоренаци, прародитель Армянского народа Айк Наапет после исхода из Месопотамии поселился вместе со своими потомками именно на этой равнине:
Сам же вместе с остальными людьми и скарбом продвигается на северо-запад, приходит и поселяется на высокогорной равнине и дает этому нагорью название Харк, указывающее, что поселившиеся здесь являются отцами рода Торгомова дома. Строит и деревню и называет ее по своему имени Айкашеном. Также и в этом месте истории упоминается небольшое число людей, поселившихся прежде в южной стороне этой равнины, у горы с вытянутым основанием, которые добровольно подчиняются богородному герою.
Поскольку Айкашен был построен до битвы Айка и Бэла, следовательно, он должен был быть построен около 2493-2494 года до н.э. Таким образом армянская государственность на равнине берет свое начало от Библейских времен.

### Битва при Манцикерте
В 1071 году здесь произошло переломное для истории Византии и православия сражение при Манцикерте, после победы в котором турки-сельджуки начали расселяться по Анатолии. Окончательно город перешел под османское владычество с 1514 года. Сельджуки разграбили Манцикерт, убили большую часть населения и сожгли город дотла.
Восток Малой Азии, Армения и Каппадокия — провинции, которые были домом стольких знаменитых императоров и воинов, и составляли основу силы Империи, — были потеряны навсегда, и турок поставил шатры кочевника на руинах древней римской славы.

### Давид Сасунский
В армянском эпосе "Давид Сасунский" братья Санасар и Багдасар находят себе место при дворе Маназкертского царя Теватороса. Спустя время они просят отвести им уголок в царстве. Найдя подходящее место, братья возвращаются к царю и просят взять с собой несколько семей поселенцев, на что Теваторос соглашается.
А теперь у нас еще одна просьба к тебе. Жить там будет тоскливо. Как мы там будем коротать время вдвоем? Пошли с нами несколько бедных и несколько богатых семей: пусть пойдут с нами, пусть рядом строят дома, а вечерами мы будем собираться, беседовать, весело проводить время, все будем жить в одном городе.
Царь послал с ними сорок семейств. Ну уж и семьи! В каждой семье по одному ослу да по одному веретену.

Утром царь отправил в город визиря. Тот собрал сорок семейств, дал им сорок мешков муки, сорок мешков всякого другого добра и сказал: «Ступайте!»

### Геноцид армян
В 1915 году равнина входила в состав Битлийского вилайета и имела значительно армянское и курдское население. Экономика вращалась вокруг выращивания зерна, торговли и производства ремесленных изделий. Действовали армянские церкви и школы. Во время Геноцида Армян коренное население подверглось резне и депортации. Впервые за 4500 лет Маназкертская равнина осталась без коренного населения. Сегодня почти всё население составляют курды. Однако, согласно исследованиям, армянский ген доминирует в Восточной Анатолии.